# Josef Eisenburg
Josef Eisenburg (* 19. März 1927 in Dürnbach (Gmund am Tegernsee); † 8. Mai 2017 in Planegg) war ein deutscher Mediziner, der insbesondere Spezialist für Gastroenterologie und Leberkrankheiten war.

## Leben
Josef Eisenburg habilitierte 1967 an der Medizinischen Fakultät der Ludwig-Maximilians-Universität München und wurde 1973 zum außerplanmäßigen Professor ernannt. 1983 wurde er Chefarzt der Medizinischen Abteilung des Krankenhauses der Barmherzigen Brüder in München.
Insgesamt war Eisenburg 18 Mal Referent bei den Fortbildungskongressen der Bundesärztekammer. Er hat zahlreiche Bücher geschrieben, darunter die Standardwerke Atlas der Leberkrankheiten und Differentialdiagnose gastrointestinaler Symptome und Krankheiten. Er war außerdem wissenschaftlicher Leiter der Fachzeitschrift Der Bayerische Internist.
1987 wurde ihm die Ernst-von-Bergmann-Plakette der Bundesärztekammer verliehen. 2007 erhielt er das Große Verdienstkreuz nachdem er bereits 1988 das Bundesverdienstkreuz 1. Klasse erhalten hatte. Außerdem war Eisenburg Träger des Bayerischen Verdienstordens.
Er war Mitglied der katholischen Studentenverbindung K.B.St.V. Rhaetia München.

## Werke
- Lebererkrankungen: Erkennung, Behandlung, Vorbeugung. 4. aktualisierte Auflage. Baierbrunn: Wort-und-Bild-Verlag 2001.
- Virus-Hepatitis: mit Tabellen. München, Bern, Wien, San Francisco: Zuckschwerdt 1991. (Herausgeber)
- Differentialdiagnose gastrointestinaler Symptome und Krankheitsbilder. Stuttgart: Thieme Verlag 1989.
- Sucht: ein Massenphänomen als Alarmsignal. Düsseldorf: Patmos-Verlag 1988 (Herausgeber)
- Die Fettleber: Pathophysiologie und Klinik. Überlingen: Terramed Communications  1984.
- Leber. Herausgeber zusammen mit Götz F. Domagk und Hans Walter Heldt. München, Wien, Baltimore : Urban und Schwarzenberg 1978.
- Ernährung, Verdauung, Intermediärstoffwechsel- Zusammen mit Götz F. Domagk  und Kurt Kramer. München, Berlin, Wien : Urban und Schwarzenberg  1972. ISBN 3-541-05541-3
- Alkoholismus: internistische Schäden. Hamburg: Neuland-Verlagsgesellschaft 1972.
- Hämatologische Untersuchungen bei oraler Diabetes-Therapie mit N_1tn4-Methyl-Benzolsulfonyl-Butylharnstoff. Dissertation: München 1957.